# Polypedilum ontario
Polypedilum ontario är en tvåvingeart som först beskrevs av Walley 1926.  Polypedilum ontario ingår i släktet Polypedilum och familjen fjädermyggor. Inga underarter finns listade i Catalogue of Life.